# Dombeya rottleroides
Dombeya rottleroides är en malvaväxtart som beskrevs av Henri Ernest Baillon. Dombeya rottleroides ingår i släktet Dombeya och familjen malvaväxter. Inga underarter finns listade i Catalogue of Life.